# Christophe Nahimana
Christophe Nahimana (25 juni 1987) is een Belgische voetballer die onder contract staat bij  RFC Huy. 

## Statistieken
| seizoen | club          | land   | competitie     | wed | goals |
| ------- | ------------- | ------ | -------------- | --- | ----- |
| 2009/10 | Olympic ROCCM | België | Derde Klasse B | 26  | 9     |
| 2010/11 | KVK Tienen    | België | Tweede Klasse  | 26  | 2     |
| 2011/12 | FC Brussels   | België | Tweede klasse  | 17  | 2     |
| 2012/13 | FC Brussels   | België | Tweede Klasse  | 20  | 3     |
| 2013/14 | RFC Huy       | België | Derde Klasse   | 8   | 0     |
| 2014/15 | RFC Huy       | België | Vierde Klasse  | 0   | 0     |
|         |               |        | Totaal         | 97  | 16    |

Bron: sport.be - sporza.be